# FHR School of Governance
De FHR School of Governance is een hogeschoolinstelling in Paramaribo, Suriname. Het is een van de scholen van het FHR Lim A Po Institute for Social Studies.
De school leidt sinds 2005 op tot de titel Master of Public Administration en is geaccrediteerd door de European Association for Public Administration Accreditation (EAPAA). Ze werkt samen met het International Institute of Social Studies van de Erasmus Universiteit Rotterdam.
De ministers Joan Dogojo (Sociale Zaken en Volkshuisvesting en van Sport- en Jeugdzaken; 2015-2018) en Lalinie Gopal (Sport- en Jeugdzaken; 2018-2020), evenals het DNA-lid Daniëlla Sumter (2019-2020) en de bestuurder Moejinga Linga hebben (een deel van) hun studie aan dit instituut gevolgd.

## Studenten
Hieronder volgen (voormalige) studenten met een artikel op Wikipedia:
- Liselle Blankendal, ambassadeur
- Joan Dogojo, minister
- Patricia Etnel, assembléelid
- Lalinie Gopal, minister
- Moejinga Linga, bestuurder
- Krishna Mathoera, minister
- Yldiz Pollack-Beighle, minister
- Daniëlla Sumter, minister
- Danielle Veira, militair en voorzitter COVID-19-team